# Četník ve výslužbě
Četník ve výslužbě je francouzský komediální film z roku 1970, čtvrtý díl série francouzských filmů o četnících.

## Děj
Četníci v saint-tropezské strážnici jsou odvoláni do důchodu. Všichni se s tím těžce smiřují. Nikoho nic nebaví. Všichni se však opět spojí poté, co slyšeli, že Fougassovi se stala nehoda a ztratil paměť, a tak se mu ji snaží všichni navrátit. Také si na sebe opět oblékají uniformy, což mají zakázané pod pohrůžkou zatčení.

## Zajímavosti
- Za tento čtvrtý díl ságy dostal Louis de Funès plat dva miliony franků, což je výrazné zvýšení oproti jeho původnímu platu v prvním filmu, který činil 90 000 franků.
- Ve scéně, kdy Gerber a jeho žena vstupují do Cruchotova obývacího pokoje, visí nad krbem obraz od Modiglianiho. Toto dílo bylo použito také ve filmu Tetovaný muž, v němž Louis de Funès, hrající sběratele umění, chtěl získat kresbu reprodukovanou na zádech bývalého vojáka, kterého hrál Jean Gabin.
- Film, čtvrtý díl četnické ságy, se původně jmenoval Četník v důchodu.
- Díky televiznímu vysílání 6. května 1971 na prvním kanálu ORTF se tento film dostal mezi 100 nejlepších francouzských televizních pořadů všech dob.
- Všimněte si Paula Préboista jako ženicha a Dominiqua Zardiho jako pytláka. Zardi hrál také italského četníka ve filmu Četník v New Yorku a četníka, který skládá zkoušky na vrchního praporčíka ve filmu Četník se žení. Yves Barsacq se také objeví v autě, stejně jako ve filmu Četník se žení.
- Verše, které s nostalgií recituje Michel Galabru, když přijíždí autem před četnickou stanici („V těchto místech vidím jen ty, kteří tam nejsou! Proč mi vracíš lítost na jejich stopu?“) jsou z knihy Alphonse de Lamartina La Vigne et la Maison - Psalmodies de l’âme - Dialogue entre mon âme et moi.
- Šest četníků je : Louis de Funès, Michel Galabru, Michel Modo, Guy Grosso, Jean Lefebvre a Christian Marin. Bylo to naposledy, co na sobě měli společnou uniformu. Během natáčení vzniklo napětí mezi Louisem de Funèsem a Jeanem Lefebvrem, který obvinil Louise de Funèse, že mu při střihu vystřihl scény. Aby se vyhnul novému napětí, rozhodl se Jean Girault nahradit v následujících dílech Jeana Lefebvra Mauricem Rischem. Christiana Marina nahradil Jean-Pierre Rambal a poté Patrick Préjean. Louis de Funès, Michel Galabru, Guy Grosso a Michel Modo hráli své role ve všech filmech této ságy.
- Ve scéně s autem hippies se jedná o kabriolet Ford V8 Deluxe z roku 1937.
- Fougasse říká, že Merlot to viděl v televizi. Christian Marin hrál v té době s Jacquesem Sentim v seriálu Les Chevaliers du ciel.
- Na konci filmu Le gendarme se marie jsou Cruchot i Gerbert jmenováni do hodnosti vrchního praporčíka. V tomto pokračování získává Cruchot opět hodnost vrchního maršála.

## Obsazení
| Louis de Funès   | strážmistr Ludovic Cruchot                       |
| Michel Galabru   | štábní rotmistr Jérôme Gerber                    |
| Claude Gensac    | Josépha Cruchotová                               |
| Jean Lefebvre    | závodčí Lucien Fougasse                          |
| Christian Marin  | závodčí Albert Merlot                            |
| Guy Grosso       | závodčí Gaston Tricard                           |
| Michel Modo      | závodčí Jules Berlicot                           |
| France Rumilly   | sestra Klotilda                                  |
| Nicole Vervil    | Cécilia Gerberová                                |
| Dominique Davray | matka představená                                |
| Yves Vincent     | plukovník                                        |
| René Berthier    | major Berthier, pobočník plukovníka              |
| Sara Franchetti  | sestra Marie-Bénédicte                           |
| Paul Préboist    | podkoní                                          |
| Paul Mercey      | farář                                            |
| Cris Georgiadis  | majordomus                                       |
| Dominique Zardi  | pytlák                                           |
| Robert Le Béal   | ministr                                          |
| Yves Barsacq     | havarovaný řidič v bílém MG MGB                  |
| Jean Valmence    | havarovaný řidič v červeném Alfa Romeu Giulia GT |